# Alberto Colunga
Alberto Colunga Cueto O.P. (27 de novembre de 1879, Noreña - † 22 d'abril de 1962, Caleruega) fou un sacerdot dominic espanyol, catedràtic i consultor de la Comissió Pontifícia Bíblica. Realitzà juntament amb el canonge Eloíno Nácar una traducció crítica, literal i directa de l'hebreu, arameu i grec al castellà de la Bíblia, versió coneguda com a Nácar-Colunga, que publicaren el 1944.

## Biografia
El 17 de setembre del 1895 ingressà al noviciat dels dominics al convent de Sant Joan Baptista de Corias i feu professió de vots al mateix convent, on començà els estudis de filosofia. Rebé l'ordenació a Salamanca el 1903. Estudià la llicenciatura de Sagrada Escriptura a l'Escola Bíblica de Jerusalem i es graduà a Roma el 1912.
Fou professor a l'Angelicum de Roma, al convent de Sant Esteve i catedràtic de Sagrada Escriptura a la Universitat Pontifícia de Salamanca.
Fou membre honorari de l'Acadèmia Teològica Pontifícia Romana i nomenat per Pius XII consultor de la Comissió Pontifícia Bíblica.